# Markt Einersheim
Markt Einersheim er en købstad (markt) i Landkreis Kitzingen i Regierungsbezirk Unterfranken, i den tyske delstat Bayern. Den er en del af Verwaltungsgemeinschaft Verwaltungsgemeinschaft Iphofen.

## Geografi
Markt Einersheim ligger i Region Würzburg.